# Pietro Bearzi

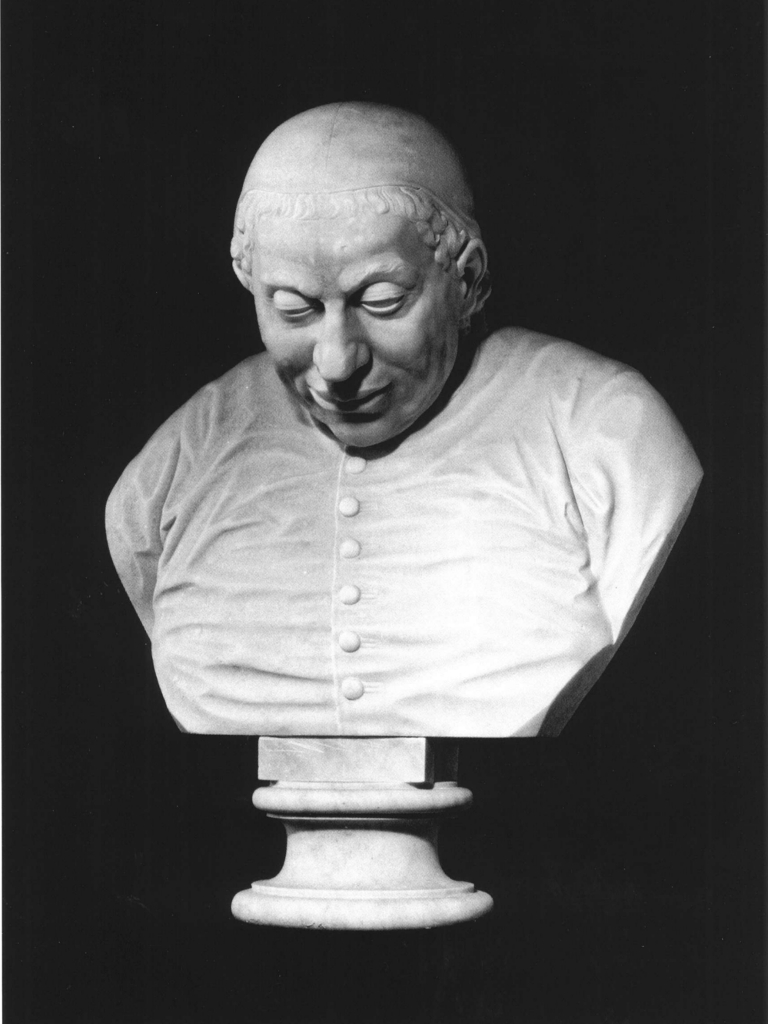
Büste des Giambattista Gallicciolli

Pietro Antonio Bearzi (* 17. Juni 1809 in Pordenone; † um 1870 daselbst) war ein italienischer Bildhauer, der sich auf Darstellungen historischer Persönlichkeiten spezialisiert hatte.
Pietro Antonio wurde als Sohn des Pietro Bearzi und der Maria Jonassin 1809 in Pordenone geboren. Die Familie gehörte der Gemeinde von San Giorgio an. Das Paar hatte eine Tochter namens Maria Maddalena (* 19. Februar 1808), am 17. Juni des Jahres nach der Geburt der Schwester wurde Pietro geboren.

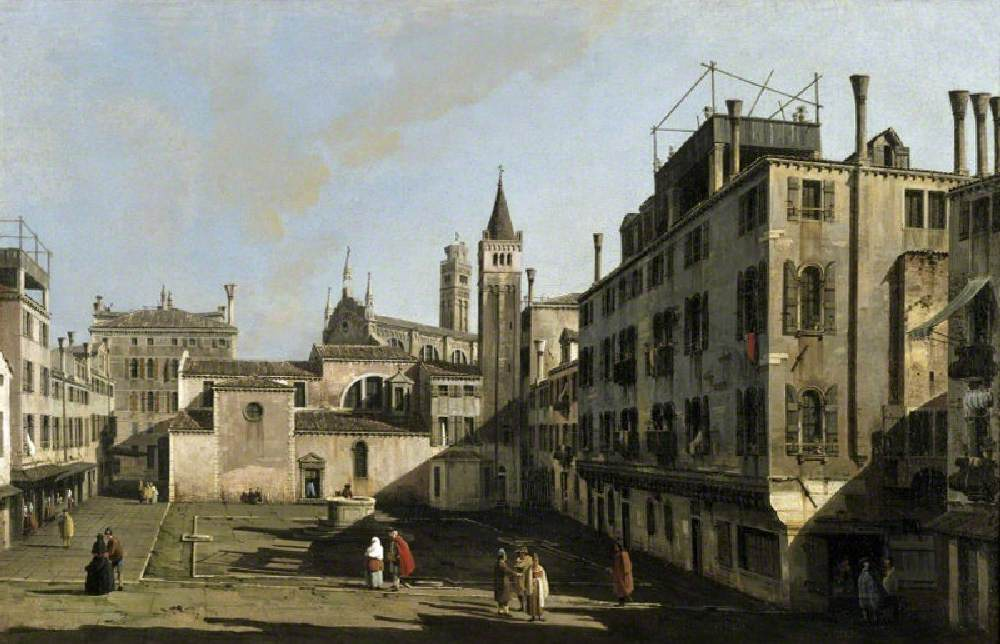
Bernardo Bellotto: Campo San Stin, Öl auf Leinwand, 62,2 mal 99,1 cm, National Trust; die Kirche existiert seit napoleonischer Zeit nicht mehr.

Pietro Bearzi lernte an der Akademie der Schönen Künste in Venedig und erhielt dort ab etwa 1830 erste Preise. Als Bildhauer arbeitete er auch im österreichischen Venedig, wo er ein Atelier am Campo San Stin führte, der sich im Sestiere San Polo befindet.
1834 schuf er eine Marmorbüste des Giovanni Antonio da Pordenone, bekannt als Pordenone (heute im Museo Civico von Pordenone). Für die Stadt Pordenone schuf er zudem eine Büste des Malers Pomponio Amalteo.

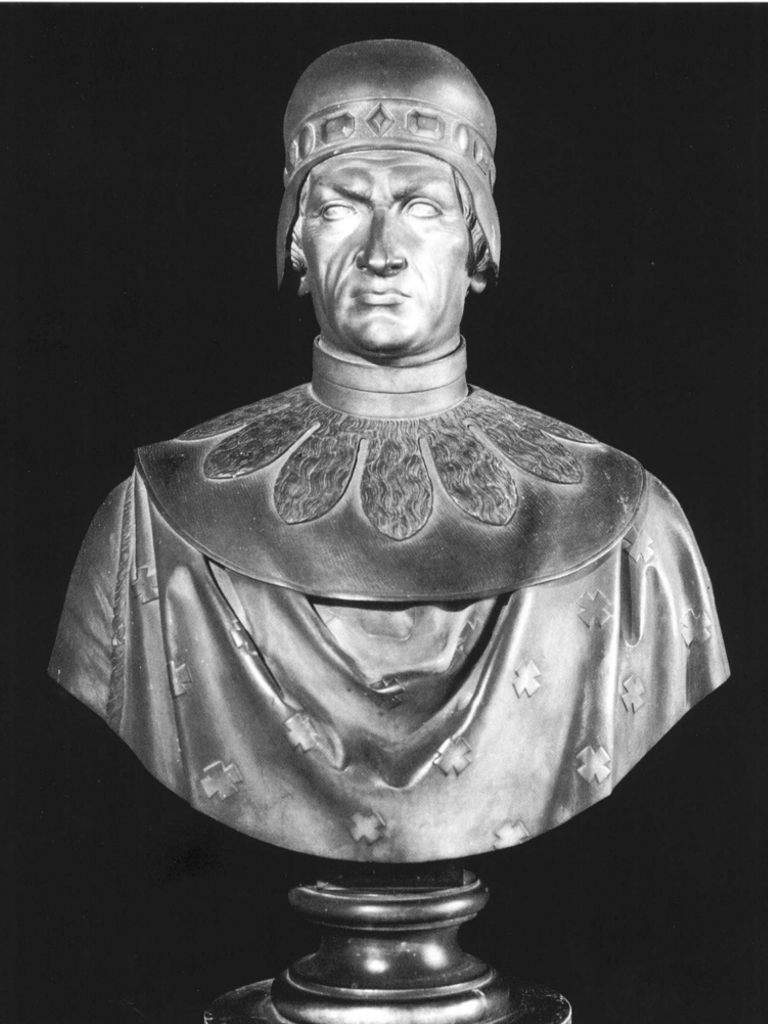
Büste des Dogen Pietro II. Orseolo, geschaffen 1860–1862 als Teil des Panteon Veneto des Istituto Veneto di Scienze, Lettere ed Arti

1832 hatten sich die Bürger von San Vito an Bearzi gewandt, ein Tondo für den Naturwissenschaftler Lazzaro Moro fertigzustellen, ein Werk, das 1847 im Panteon Veneto des Dogenpalasts platziert wurde. Damit war er einer der wenigen nicht-venezianischen Künstler, deren Werke dort einen Platz fanden. Dort entstanden auch seine Werke Giovanni Arduino (Geologe, lebte von 1714 bis 1795) und Apostolo Zeno (beide Werke entstanden vor 1847), dann die Büste des Philologen, Judaisten und Historikers Giambattista Gallicciolli (1857–1858) sowie die des Dogen Pietro II. Orseolo (1860–1862).
1853 führte er im Auftrag des vermögenden venezianischen Bankiers Pasquale Revoltella eine Madonna mit Kind im Stil der Renaissance aus. Das Werk war für den Altar der Familienkapelle, die von Giuseppe Sforzi im Innenraum der Kirche S. Maria Maggiore zu Triest geplant war, bestimmt, wurde allerdings zuerst in Venedig ausgestellt.